# 라 에스포사 비르헨
《라 에스포사 비르헨》(스페인어: La esposa virgen)은 2005년 방영된 멕시코의 텔레노벨라이다.